# Kanadská mužská házenkářská reprezentace
Kanadská házenkářská reprezentace mužů reprezentuje Kanadu na mezinárodních házenkářských akcích, jako je mistrovství světa.

## Mistrovství světa
| Rok/pořádající země                | Účast                           |
| ---------------------------------- | ------------------------------- |
| MS 1938 Německo                    | Bez účasti                      |
| MS 1954 Švýcarsko                  | Bez účasti                      |
| MS 1958 NDR                        | Bez účasti                      |
| MS 1961 SRN                        | Bez účasti                      |
| MS 1964 ČSSR                       | Bez účasti                      |
| MS 1967 Švédsko                    | 16. místo                       |
| MS 1970 Francie                    | Bez účasti                      |
| MS 1974 NDR                        | Bez účasti                      |
| MS 1978 Dánsko                     | 15. místo                       |
| MS 1982 SRN                        | Bez účasti                      |
| MS 1986 Švýcarsko                  | Bez účasti                      |
| MS 1990 ČSFR                       | Bez účasti                      |
| MS 1993 Švédsko                    | Bez účasti                      |
| MS 1995 Island                     | Bez účasti                      |
| MS 1997 Japonsko                   | Bez účasti                      |
| MS 1999 Egypt                      | Bez účasti                      |
| MS 2001 Francie                    | Bez účasti                      |
| MS 2003 Portugalsko                | Bez účasti                      |
| MS 2005 Tunisko                    | 23. místo                       |
| MS 2007 Německo                    | Bez účasti                      |
| MS 2009 Chorvatsko                 | Bez účasti                      |
| MS 2011 Švédsko                    | Bez účasti                      |
| MS 2013 Španělsko                  | Bez účasti                      |
| MS 2015 Katar                      | Bez účasti                      |
| MS 2017 Francie                    | Bez účasti                      |
| MS 2019 Dánsko, Německo            | Bez účasti                      |
| MS 2021 Egypt                      | Bez účasti                      |
| MS 2023 Polsko, Švédsko            | Bez účasti                      |
| MS 2025 Chorvatsko, Dánsko, Norsko | Bez účasti                      |
| Celkem                             | Účast – 3× · – 0× · – 0× · – 0× |

## Olympijské hry
| Rok/pořádající země     | Účast                           |
| ----------------------- | ------------------------------- |
| LOH 1936 Berlín         | Bez účasti                      |
| LOH 1972 Mnichov        | Bez účasti                      |
| LOH 1976 Montreal       | 11. místo                       |
| LOH 1980 Moskva         | Bez účasti                      |
| LOH 1984 Los Angeles    | Bez účasti                      |
| LOH 1988 Soul           | Bez účasti                      |
| LOH 1992 Barcelona      | Bez účasti                      |
| LOH 1996 Atlanta        | Bez účasti                      |
| LOH 2000 Sydney         | Bez účasti                      |
| LOH 2004 Athény         | Bez účasti                      |
| LOH 2008 Peking         | Bez účasti                      |
| LOH 2012 Londýn         | Bez účasti                      |
| LOH 2016 Rio de Janeiro | Bez účasti                      |
| LOH 2020 Tokio          |                                 |
| Celkem                  | Účast – 1× · – 0× · – 0× · – 0× |